# Pichia pastoris
Pichia pastoris es una levadura metilotrófica extensamente empleada en la producción de proteínas mediante técnicas de ADN recombinante. Por este motivo, Pichia pastoris se utiliza mucho en investigaciones bioquímicas y genéticas, tanto en el ámbito académico como en industrias biotecnológicas.

## Pichia pastoriscomo sistema de expresión
Se selecciona Pichia pastoris frecuentemente  como sistema de expresión para la producción de proteínas. Hay un buen número de características que la hacen particularmente adecuada para este cometido. Por ejemplo, posee una alta tasa de crecimiento, incluso sobre sustratos sencillos y económicos. Además, P. pastoris logra crecer tanto en matraz como en fermentador, lo cual la hace útil tanto a pequeña como a gran escala.
Pichia pastoris está dotada de dos genes que codifican alcohol oxidasas, AOX1 y AOX2, enzimas que tienen un promotor fuerte inducible. Estos dos genes explotan el metanol como fuente de carbono y fuente energética, y están activados por el propio metanol, lo que da lugar a su incorporación en azúcares tales como por ejemplo la glucosa. Normalmente el gen recombinante se inserta bajo control del promotor de AOX1, lo cual significa que la producción de proteína puede ser inducida adicionando metanol. En un difundido vector de expresión, el producto es una proteína de fusión con una señal de secreción del factor α-mating, derivado de Saccharomyces cerevisiae (la levadura de panadería). Esto permite a la proteína ser secretada en el medio de cultivo, facilitando así la subsiguiente purificación. Existen en el comercio  plásmidos dotados de estas características, como por ejemplo el vector pPICZα.

## Uso en producción bioterapéutica
Se utiliza Pichia pastoris  para la producción de más de 500 fármacos biológicos, como por ejemplo el interferón gamma. En cambio, una desventaja relativa al sistema de expresión de esta proteína es la excesiva glicosilación con numerosas estructuras de manosa, las cuales pueden producir una potencial inmunogenicidad.

## Comparación con otros sistemas de expresión de proteínas
En biología molecular estándar, el organismo más usado para la producción de proteínas a partir de ADN recombinante es la bacteria Escherichia coli. Su elección está basada en su capacidad de crecimiento muy rápido, un buen rendimiento proteico y mínimos requerimientos de elementos nutritivos. La producción en E. coli es generalmente más rápida que la de P. pastoris por varias razones.
Las células de E. coli productivas  pueden conservarse congeladas y pueden ser descongeladas poco antes del uso, al contrario que P. pastoris, que necesita de varias generaciones antes de su uso. Los rendimientos en expresión de Pichia varían extensamente con los clones seleccionados, por lo cual es necesario efectuar una selección a partir de un gran número de clones antes de lograr seleccionar un buen productor.
El proceso adecuado para obtener una inducción óptima en Pichia lleva generalmente del orden de varios días, mientras que E. coli necesita sólo de pocas horas para alcanzar las condiciones óptimas de rendimiento. Lo que hace, en cambio, Pichia preferible frente a E. coli es su capacidad de glicosilar las proteínas y generar  puentes disulfuro. Esto significa que en los casos en los cuales son necesarios bisulfitos, la bacteria podría producir proteínas con organización tridimensional incorrecta, es decir normalmente inactivas o insolubles.
La conocida Saccharomyces cerevisiae (levadura de panadería) es también utilizable como sistema de expresión, con una serie de ventajas frente a análogos de  E. coli, análogas a lo  visto para Pichia. En cambio Pichia está dotada de dos peculiaridades importantes frente a Saccharomyces cerevisiae.
En primer lugar, Pichia es un metilótrofo, es decir puede crecer usando metanol como única fuente energética, y puede fácilmente crecer en suspensiones celulares dotadas de una solución de metanol razonablemente concentrado, de manera tal que con ello se elimina la posibilidad de desarrollo de la mayor parte de otros microbios, manteniendo bajos los costos de comienzo y de mantenimiento.
En segundo lugar, Pichia crece con densidades celulares muy elevadas, para las cuales en condiciones ideales está en grado de multiplicarse al punto de rendir la solución densa cuanto una especie de con la. Ya que la rendición proteica de la expresión en un microbio es alrededor igual al producto entre la cantidad de proteína por célula y el número de células, Pichia resulta ser de gran importancia cuando son necesarias producciones de elevadas cantidades de proteína sin equipo instrumental demasiado caro.
Comparada con otros sistemas de expresión, como por ejemplo las células S2 de Drosophila melanogaster o las células de ovario de Hámster chino, Pichia generalmente proporciona mejores rendimientos. Sin embargo, estas líneas celulares de organismos multicelulares requieren siempre un sustrato complejo, que incluye  aminoácidos, vitaminas y factores de transcripción. El uso de estos sustratos aumenta considerablemente los costos de producción de proteínas recombinantes mediante ellos. Como Pichia es capaz de crecer en sustratos con sólo una fuente de carbono y una de nitrógeno, es adecuada para aplicaciones con marcado isotópico (por ejemplo, Espectroscopia de resonancia magnética nuclear de proteínas). 
En cambio, muchas proteínas requieren la actividad de una chaperonina para conseguir una organización estructural correcta, y Pichia  está desprovista de esta chaperonina. En  2006 un grupo de investigación logró crear una cepa capaz de producir eritropoietina en su forma glicosilada. Este resultado fue alcanzado intercambiando los enzimas responsables de la glicosilación de tipo fúngico por otros de mamífero. De ese modo, la vía de glicosilación alterada ha permitido a la proteína ser completamente funcional.

## Pichia pastoriscomo organismo modelo
Otra ventaja de Pichia pastoris es su similitud con la más conocida Saccharomyces cerevisiae. Estas dos levaduras (Pichia y Saccharomyces) tienen condiciones de crecimiento muy parecidos, así como tolerancias nutritivas similares, por lo cual el cultivo de Pichia pastoris puede ser realizado fácilmente en laboratorios también sin especialistas o equipamientos específicos.
El genoma de la cepa GS115 de Pichia pastoris fue completamente secuenciado en 2009 por el Flanders Institute for Biotechnology (VIB) y  la Universidad de Gante (Ghent University - UGent) y publicado en la revista Nature Biotechnology. La secuencia del genoma y la anotación funcional de los genes pueden  visualizarse a través el sistema ORCAE.